# Шовкопляс Ганна Михайлівна
Га́нна Миха́йлівна Шовкопля́с (11 травня 1920, Київ — 28 вересня 2001, Київ) — українська та радянська вчена-археолог, музеєзнавець. Дослідниця унікальної пам'ятки давніх та ранньосередньовічних слов'ян на території Києва (Оболонь). У верхів'ї річки Почайни у 1964—1974 рр. під її керівництвом було знайдено та досліджено найбільше за площею і щільності забудови (25 тис. кв.м., 66 жител), унікальне по розташуванню жител (трьома витягнутими овалами) поселення зарубинецької археологічної культури, що безперервно існувало з II століття до н. е. до сер. II ст. нашої ери, а потім, як поселення празької археологічної культури існувало до VI ст. н. е..

## Життєпис
Народилась 11 травня 1920 року у Києві в сім'ї службовця. Впродовж 1927—1937 років навчалась у київській середній школі № 95. У 1937 році Ганна Михайлівна Василенко вступила на історичний факультет Київського державного університету ім. Т. Г. Шевченка, якій закінчила у 1944 році.
Після закінчення навчання вона прийшла на роботу в Державний історичний музей, де й працювала до останніх своїх днів. За 57 років Ганна Михайлівна пройшла шлях від наукового співробітника відділу «Київської Русі» до завідувача відділу археологічних фондів, проживши в музеї і разом з музеєм цікаве і насичене подіями життя. У тяжкі повоєнні роки вона разом з іншими співробітниками розбирала археологічні колекції, вивезені під час окупації до Німеччини, які у 1947 році були повернуті до Києва, брала участь у відбудові експозиції музею.
Окрім фондової роботи, протягом багатьох років Ганна Михайлівна читала цікаві та змістовні лекції для фахівців та широкого загалу, проводила екскурсії в експозиції музею та до історичних місць України. Вона брала участь у побудові нових музейних експозицій, була одним з авторів таких виставок, як «1500-річчя Києва», «З історії символіки України», «З історії кераміки» та ін.

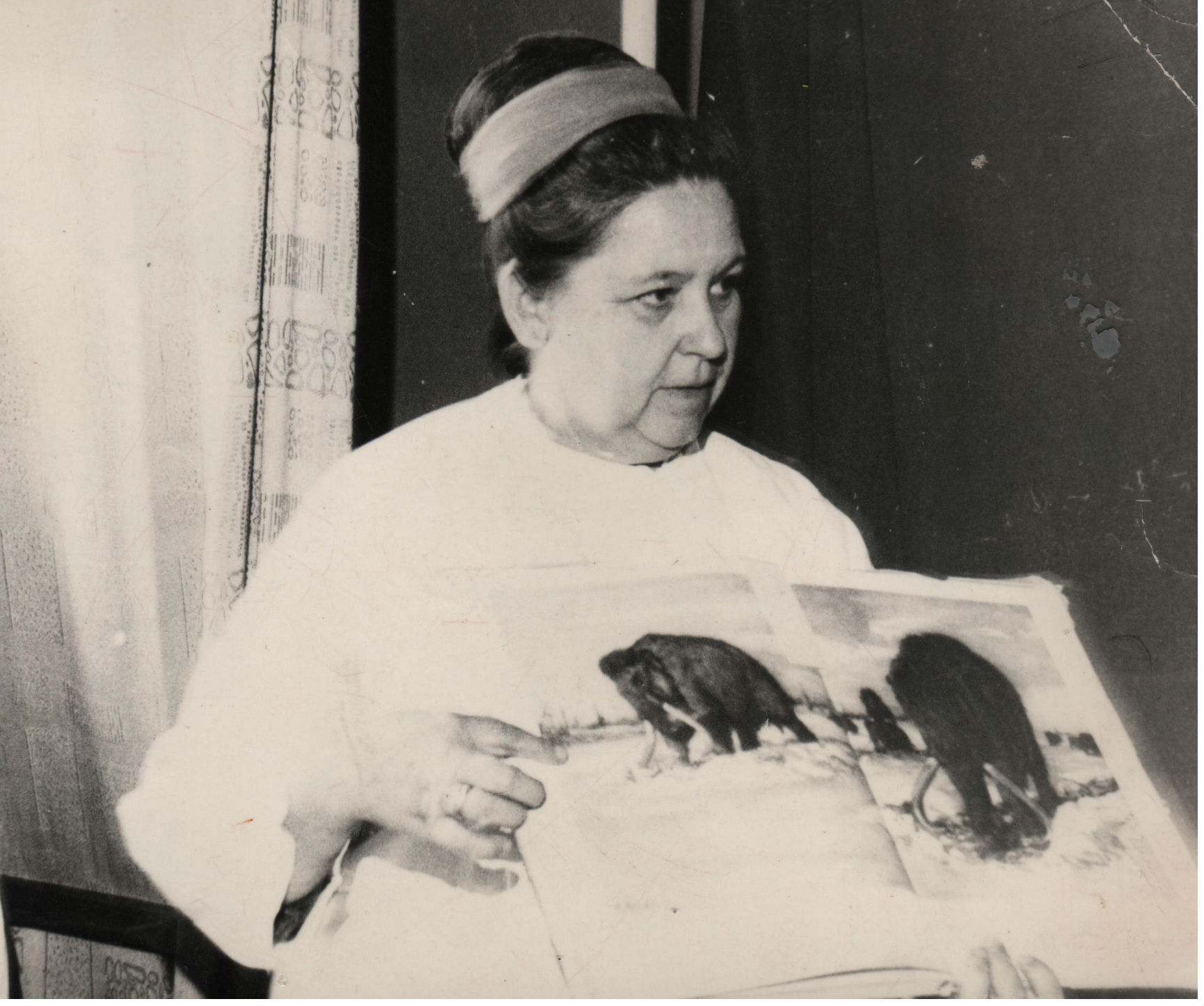
Український вчена — археолог

Ганна Михайлівна була активним учасником багатьох археологічних експедицій з дослідження давніх пам'яток на території України, зокрема, вона працювала на розкопках поселень у Луці-Врубловецькій на Дністрі, Пеньківці на Тясмині, а також в експедиції «Великий Київ». В 1945 році брала участь в Пороській археологічній експедиції. У 1950—1960-х роках разом з своїм чоловіком, відомим вченим Шовкоплясом Іваном Гавриловичем, брала участь у розкопках Мізинської та Добраничівської палеолітичних стоянок.
Протягом 1965—1974 років Ганна Михайлівна очолювала велику експедицію Державного історичного музею та Київської міської організації Товариства охорони пам'яток історії та культури з дослідження поселення Оболонь (Луг 4). Завдяки широким розкопкам ця унікальна пам'ятка до нашого часу залишається найбільшим розкопаним поселенням зарубинецької археологічної культури рубіжу нашої ери, до якої належить переважна більшість з 64 досліджених жител та 918 господарських ям. Значний науковий інтерес становлять також кілька жител празької культури V—VI ст. — часів появи слов'ян на історичній арені. Повне видання матеріалів досліджень ще чекає свого часу, однак величезна колекція матеріалів з Оболоні в цілковитому порядку зберігається у фондах музею, що дозволяє завершити її опрацювання.
В останні роки Ганна Михайлівна займала посаду провідного наукового співробітника відділу археологічних фондів. У зв'язку з підготовкою до 100-річного ювілею з часу заснування музею, вона здійснила велику роботу з вивчення архівних матеріалів, пов'язаних з історією музею, його фундаторів та співробітників.

## Праці
Підготувала ряд публікацій, присвячених засновникам музею та видатним археологам, чиї імена багато років замовчувались, зокрема В. В. Хвойці, Б. І. та В. Н. Ханенкам, Терещенкам, О. О. Бобринському, С. А. Мазаракі, В. В. Антоновичу, К. М. Мельник-Антонович, О. Н. Оглобліну, С. С. Магурі, Т. М. Мовчанівському та ін.
- Шовкопляс Ганна Михайлівна, За покликом серця: Пам'ятки історії та культури в житті і творчості Т. Г. Шевченка / Г. М. Шовкопляс, І. Г. Шовкопляс ; відп. ред. В. С. Бородін ; ред. А. Г. Пеккер ; оформ. худ. Л. В. Демчишин. — К.: Наукова думка, 1990. — 168 с. : іл. — Бібліогр.: с.152-160. — ISBN 5-12-001196-9.
- Шовкопляс Ганна Михайлівна (1920—2001). Сильвестр Сильвестрович Магура // Археологія. 1992. Вип. 2. — С.109-115.